# 灰猫嘲鸫
是雀形目嘲鸫科灰貓嘲鶇屬下唯一的鳥類。主要分布於北美洲，會進行遷徙往來加拿大南部至美國東南部及加勒比地區。牠們為雜食性，以水果、昆蟲為食，是嘲鶇科家族中體型最小的成員之一。:453也是北美洲東部數量豐富、眾所周知的常見鳥類。
牠們全身通灰，尾巴內側則有栗色的羽毛，這種顏色是牠們最為明顯的特徵，並也相當容易從其他相似鳥類中分別出來。:479因為其喉嚨內的特殊構造，灰貓嘲鶇的叫聲相當豐富多變，可發出超過100種不同叫聲，但最為著名的叫聲是其中一種類似貓的叫聲，故得名「貓鳥」。:464繁殖時採一夫一妻制，在樹上築巢，平均產3—4顆藍綠色外殼的蛋，在12—14天孵化，並於孵化後8—12天離巢。:473其數量穩定且分布範圍廣大，因此在《國際自然保護聯盟瀕危物種紅色名錄》被劃為無危物種。

## 物種命名與分類
在18世紀上半葉時，英國自然學家马克·盖茨比就已經描述過一種被稱作「Cat Bird」的生物。:474後來卡爾·林奈就在其自然系統中以其資料命名該生物為，並歸類於鶲屬下。:474該模式標本發現於美國弗吉尼亚州。:479
過了一個多世紀後，開始有意見認為灰貓嘲鶇的獨立性已足以獨立為一屬，因此1850年時德國鳥類學家吉恩·路易斯·卡巴尼斯提出將其屬名改為，並使用了一段時間。:474但在20世紀初時，美國鳥類學家查爾斯·華萊士·里士滿發現早在1837年就已有一位署名「S.D.W.」的人在一本名為《分析師》（The Analyst）的期刊中命名該屬為，導致卡巴尼斯的命名因優先順序而成為了異名。:474因此美國鳥類學家維特默·史東向美國鳥類學家協會提議變更名稱，後者接受了該提議並於1910年時在《北美鳥類名錄》（A.O.U. Check-list of North American Birds）內更改其屬名為現今的名稱。:474
但「S.D.W.」的真實身分仍在屬名變更當下並未能確定而有所爭議，且他對的原始描述至今仍未被發現。並使各資料庫內中有不同看法：在世界鳥類學家聯合會的鳥類清單中認為是英國軍官查爾斯·索羅爾德·伍德或其同樣名稱的鳥類學家兒子 ，而在Avibase中則標示是其另一位兒子內維爾·伍德（Neville Wood），而既有證據則較偏向小查爾斯·索羅爾德·伍德。:474
屬名為拉丁語的（意指「（小）灌木叢」）變化而來，反映了其喜歡在茂密的灌木植被活動的生態。:141-142而種小名則是指的是卡羅萊納省，即「卡羅萊納的物種」。:92
灰貓嘲鶇並沒有其他亞種，是單型種。但在過去曾被提議分為三種亞種，分別是靠近西側的、中部和南部的以及在百慕達的，但被認為之間並沒有足夠的差異跟明確的定義可區分而未被接受，反而是個體差異變化度超出地理差異不少。:479
有時另一個與其關係接近，並同樣在另一個單型屬下的黑貓嘲鶇也會被歸入灰貓嘲鶇屬下。:449, 479但2000年代時的數個研究認為兩個並非姊妹群的關係，反而是黑貓嘲鶇可能跟分佈在小安的列斯群岛的白胸旋木鶇關係更近。
在化石紀錄中，則分別在阿拉巴馬州的晚更新世地層跟威斯康辛州的全新世地層有發現其化石。

## 形態描述

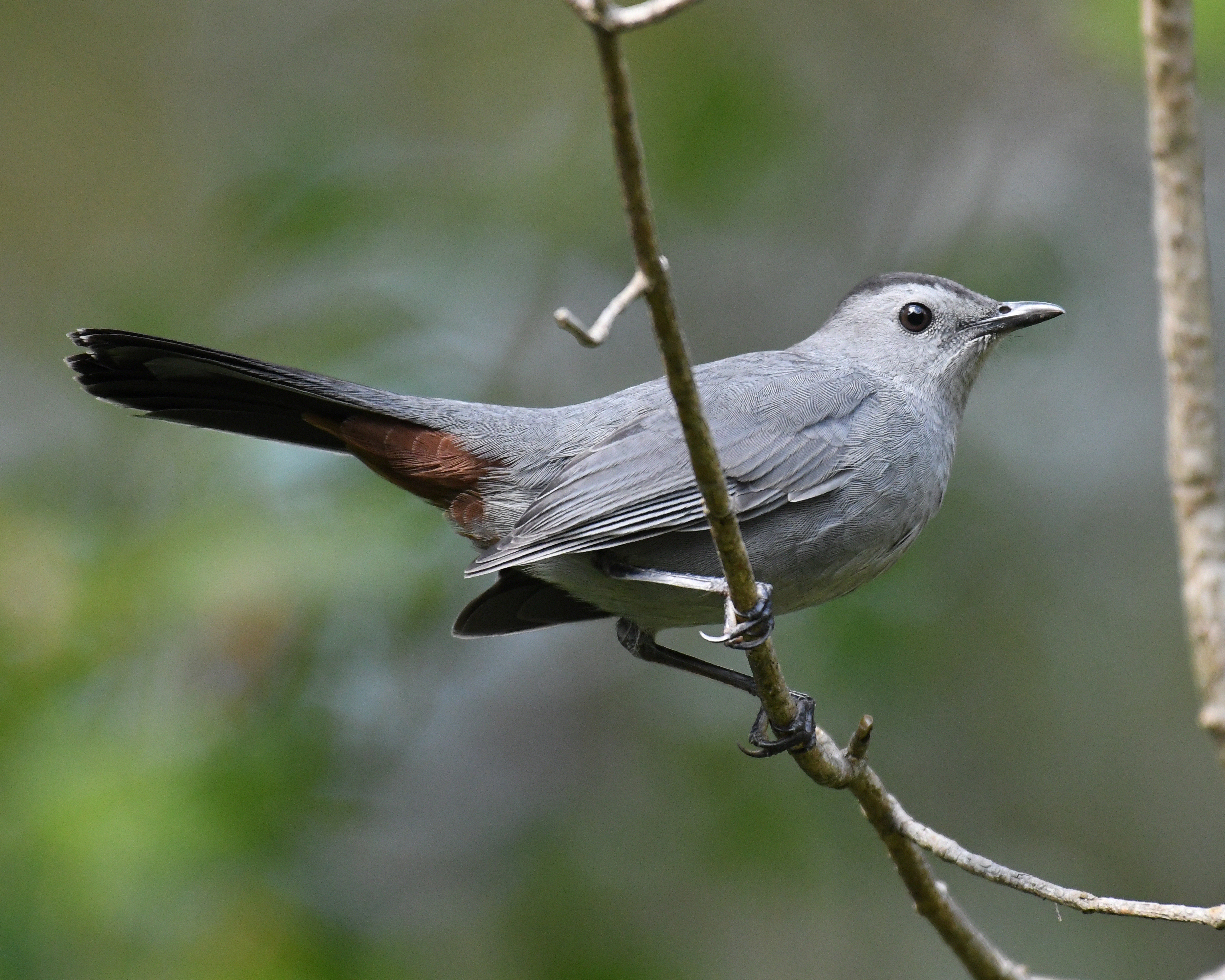
自下方拍攝的灰貓嘲鶇，可見其栗色的尾下覆羽

灰貓嘲鶇體長21—24公分，體重23—56公克（平均35.3公克）；鳥喙平均寬4.0公釐、深4.8公釐；翼長平均90.7公釐；尾長平均90.3公釐。:479與黑貓嘲鶇同為嘲鶇下最小的鳥類。:479其有紀錄的最長壽命是至少17年的個體，並也有發現如近11年及近13年的個體。
成鳥頭冠黑色，眼睛呈深紅棕色，黑色的喙明顯突出，鳥喙基部具有3—4根長6—8公釐的剛毛。以深灰色為其主要羽色，翅膀較短而圓滑，所有飛羽皆為灰黑色帶不明顯的淺色邊緣。:479腹部的灰色較淺，並具有栗色的尾下覆羽和黑色的相對長而圓頓的尾巴。:479腿在暗肉棕色至黑褐色之間，且相當強壯。雌雄兩性外觀相似。其身形較類似於鶇科的物種。:453
第一年的未成年鳥羽會帶有褐色調而較為蓬鬆，飛羽外側也覆有褐色，尾下覆羽較淺；眼睛呈灰褐色或暗紅褐色；口腔內部前部呈黃色。幼鳥的羽毛呈斑駁的褐灰色。
灰貓嘲鶇特殊的全身灰色羽毛使其相當容易從其他北美雀鳥區分出來，與其關係最近的黑貓嘲鶇全身是藍黑色的羽毛，而聲音相似的褐矢嘲鶇及小嘲鶇的唱歌節奏則與灰貓嘲鶇也有所不同，褐矢嘲鶇是連續性的兩個相同單詞，而小嘲鶇則偏向一個單詞不停重複，並不像灰貓嘲鶇是一連串不同單詞串接在一起。

## 分佈與棲息地

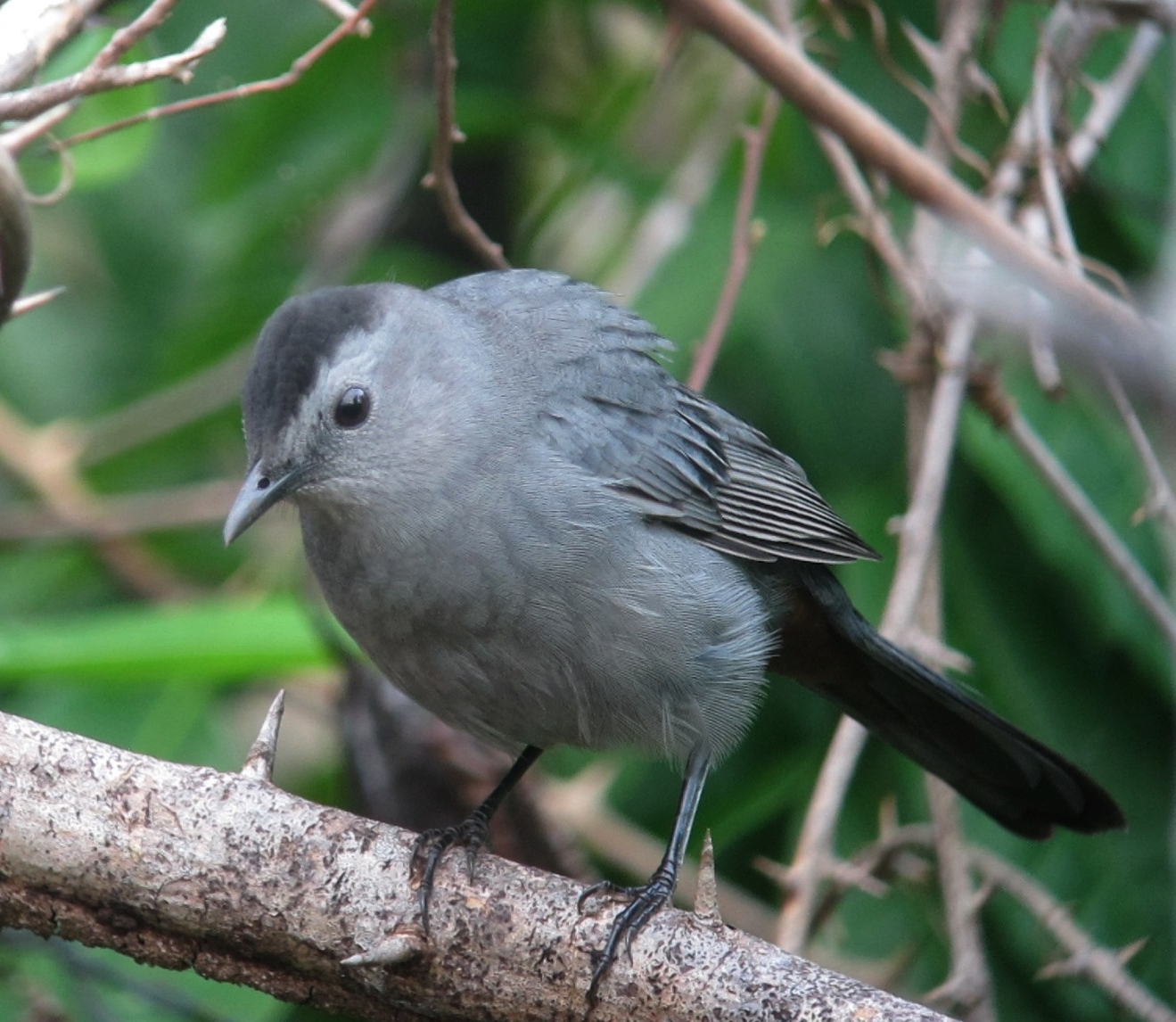
攝於哥倫比亞聖安德烈斯島

牠們分佈於於北美洲。繁殖區在加拿大南部的不列颠哥伦比亚省到新斯科舍省之間及美國的中、東、南部地區，涵蓋華盛頓州、俄勒岡州、猶他州、德克薩斯州至大西洋沿岸，還有百慕達。:479冬季過冬時，則在美國東南部、加勒比地区和中美洲至巴拿馬和哥倫比亞，包括巴哈馬、古巴、牙買加，偶爾出現於小安的列斯群岛。:479
常棲息在花園、城鎮公園、灌木地、森林邊緣或荒廢的農田中，並特別偏好荊棘類的植物。但並不在茂密的森林或針葉林內出現。在冬季時，灌木叢、咖啡和柑橘園、山地森林和熱帶雨林都有機會見其身影，而特別偏好有鄰近水源的灌木叢。通常海拔不超過1000公尺。:479

## 習性
灰貓嘲鶇是嘲鶇科中遷徙距離最遠的鳥類，日行性，以10—15隻為一群體遷徙，從極東北的繁殖區飛到範圍西南邊或大西洋沿岸過冬。甚至曾經遠在歐洲英國的安格尔西岛跟西班牙特内里费岛上都曾有迷鳥的紀錄。:471春季遷徙的時間點從3—5月；而秋季是在8月底到11月初之間，例如在安大略省南部的灰貓嘲鶇，通常於4月底—5月初時到達該地，並在10月中旬前離開越冬。在繫放紀錄中，最遠的是從巴拿馬博卡斯德爾托羅省放回，並在加拿大新斯科舍省被回收的兩隻個體。
通常喜歡潛藏在茂密的叢林中歌唱。:456但牠們並不太畏懼人類，是寬容且容易接近的鳥類。:473曾有一隻野生的灰貓嘲鶇一路與人類搭乘了1998年10月時從紐約到英國南安普敦港的郵輪，並一路受人類照顧。:473向捕食者做出威嚇行為時，會有一種顯露其尾下覆羽的抬頭姿勢，還有另一種強調頭冠黑色斑塊的低頭姿勢。
因其喙和尾巴相對於嘲鶇科的其他物種來說較短，這可能導致牠們相對不喜歡在陸地上活動。:453在地面上時，以半跳躍半步行的方式前進。牠們飛行時常低空直飛，長尾巴經常上翹並微張，且不喜歡在開闊地區飛行。振翅時甚速，並不停拍動，但在遠距離飛行時則會有所停頓。停棲時身體會較呈水平狀，「表情就像個寬眼大瞪的孩子充滿好奇」。

### 食性

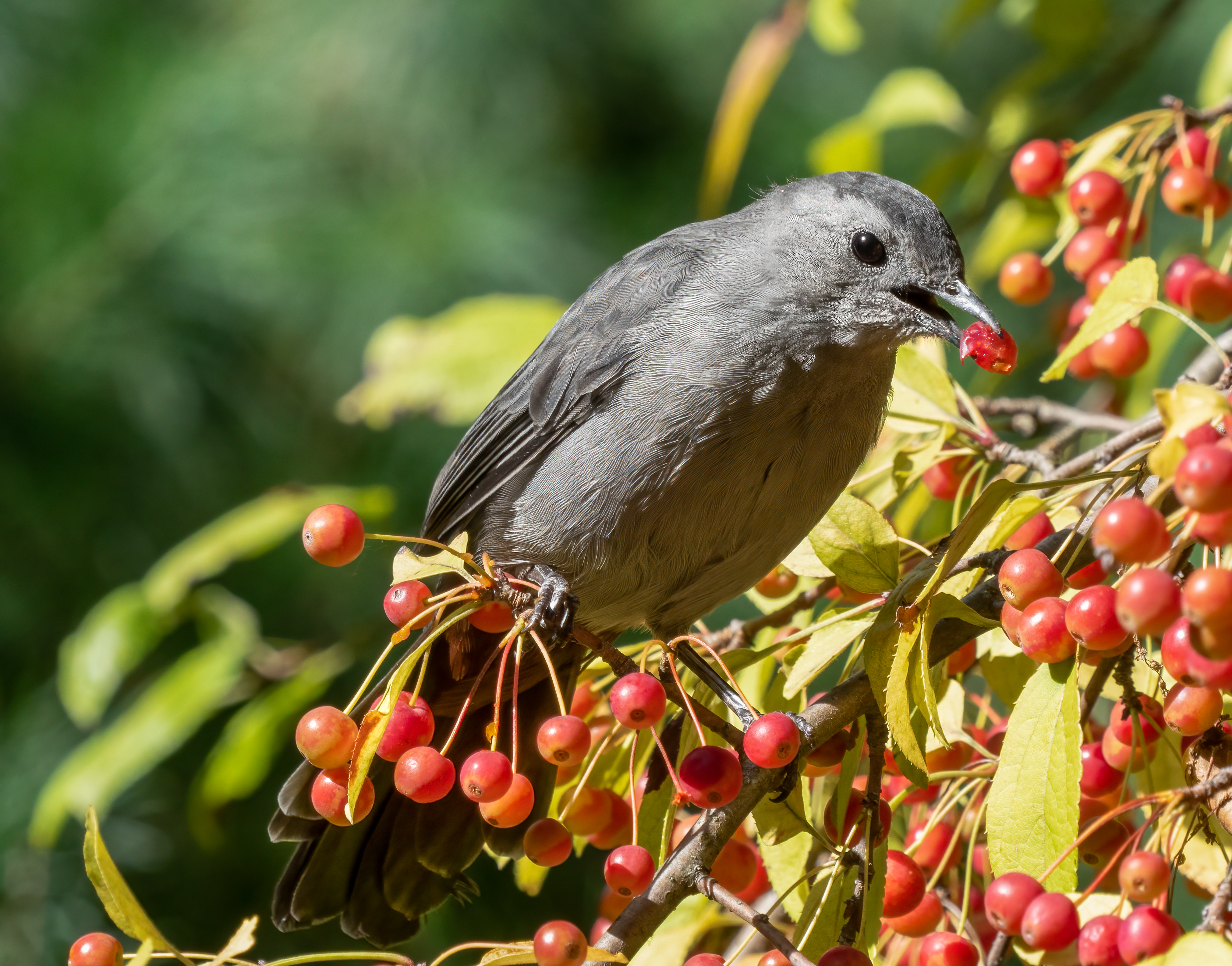
進食中，攝於紐約曼哈頓中央公園

灰貓嘲鶇是雜食性動物，在夏末遷徙時主要以水果和漿果為食，有時也會以螞蟻、毛毛蟲、蚱蜢、甲蟲、蒼蠅、飛蛾、蜘蛛和蚜蟲等各種無脊椎動物、昆蟲為食。在不同季節中食物比例會不太一樣，秋天會時用更高比例的蔬菜。在加拿大安大略省，秋天的灰貓嘲鶇常常因為食用野葡萄而在臉部周圍呈現紫色。牠們也會食用褐斑翅雀鵐或旅鶇的鳥蛋。
通常靠近或在地面覓食，用嘴向側邊翻動植被，但也會在樹木和灌木叢的中上層進食。捕食昆蟲時則從樹上沒有遮蔽的地方突擊。在冬季時，若食物充足則有機會看到數隻灰貓嘲鶇在同一個灌木叢中覓食。在遷徙期間也有機會看到多隻個體攀在藤蔓上覓食。

### 繁殖

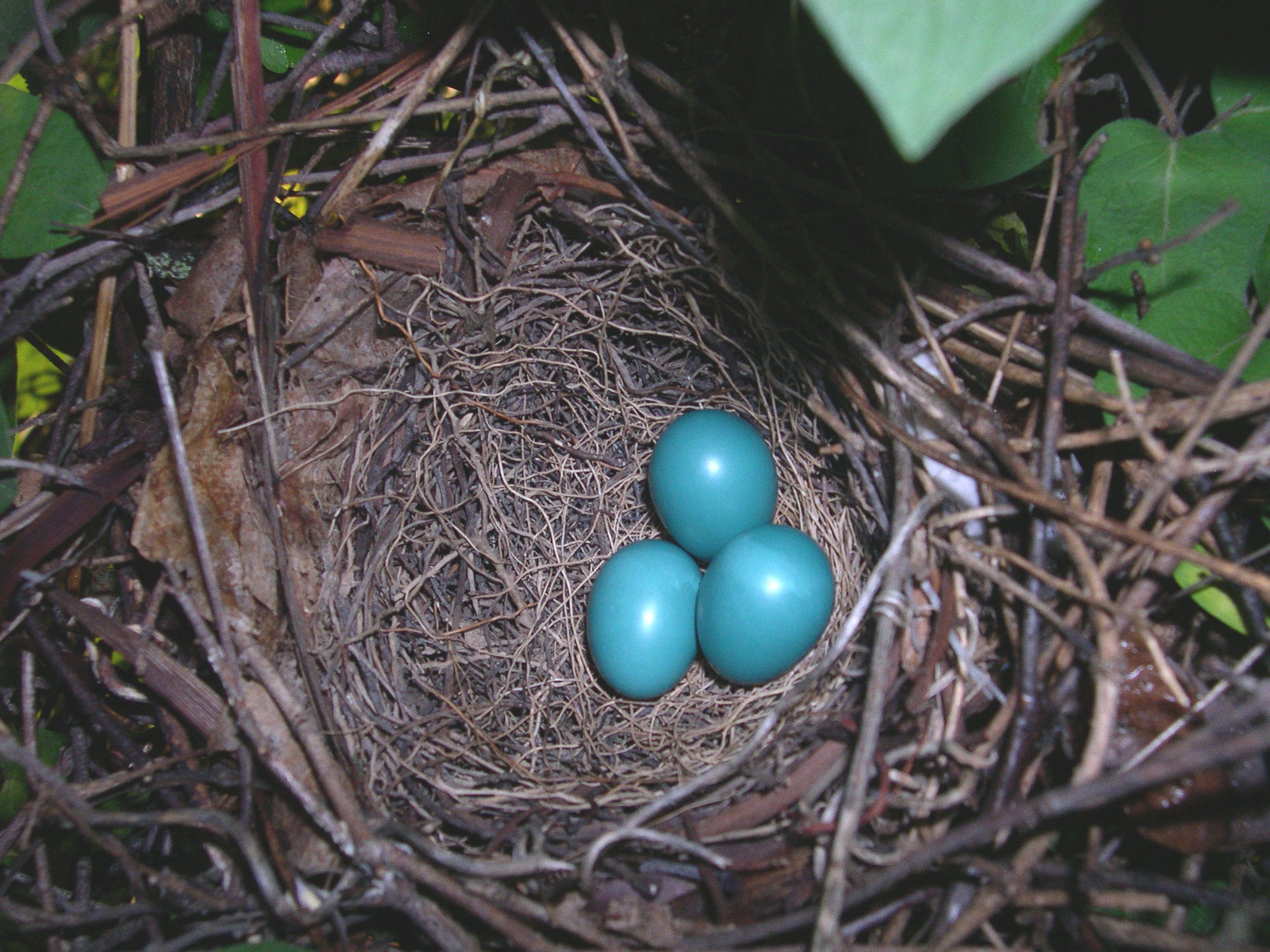
灰貓嘲鶇的鳥巢跟蛋

灰貓嘲鶇是一夫一妻制的鳥類，牠們在春季抵達繁殖地後不久會配對，繁殖季主要在四月至八月初之間。其領域範圍在嘲鶇科中屬於較小的物種，通常小於1公頃。:459
其巢穴主要由雌鳥負責建造，以細枝條、毛髮、羽毛、苔蘚等纖維材料構築而成，在內部則使用較細的根絲襯墊，呈杯狀。:469鳥巢平均外側直徑14公分、內側則平均8.3公分，深4.5公分。巢築於離地平均1.5公尺處，但也有記錄到離地面15公尺以上的紀錄。每窩產卵為1—6顆（平均3—4顆）。蛋呈明亮的藍綠色，與其他北美的雀形目鳥類的蛋完全不同；少數具有微小的紅色斑點，平均長24公釐、寬17公釐。由雌鳥負責孵蛋。:469在此期間褐頭牛鸝可能會對其巢寄生，但灰貓嘲鶇似乎會辨認其鳥蛋並排除牠們的蛋而不常被寄生成功，是少數能如此做的十幾種鳥類之一。

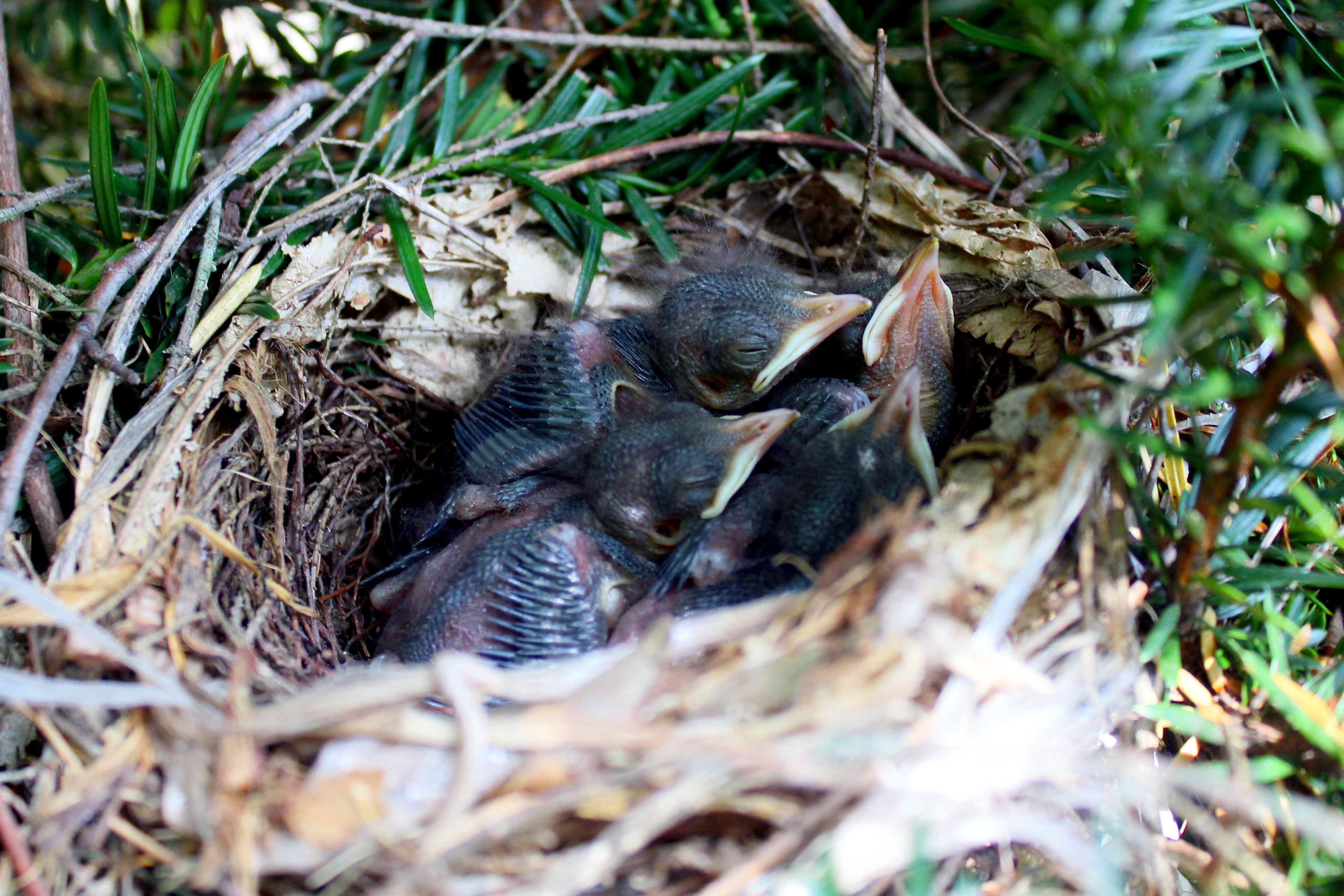
幼鳥

由雌鳥獨自孵蛋約12—14天孵化，偶而由雄鳥餵食雌鳥。雛鳥孵化後則由雙親一起餵養，主要以無脊椎動物為食，但也會有少量水果。照顧幼鳥時，牠們會展開翅膀蓋在巢穴邊緣並膨開胸部的羽毛，以避免幼鳥被陽光曬傷。雛鳥離巢期約為8—12天，平均約10.5天，而雙親會餵養到12天左右。:473一次繁殖季內會有兩巢，但在那些較為溫暖的地區可能會到三窩，而在安大略省可能僅有一窩。

### 叫聲
灰貓嘲鶇的歌聲是一連串連綿的啁啾聲、並會重複、聲音各異，有時粗糙尖銳，但有時也帶有音樂性和柔和的音調。:479牠還有一種音調下降的喵喵叫聲，因此在英語中得名「Catbird」。牠們善於模仿其他鳥類、青蛙或機械聲等100多種不同的聲音。:464這種能力來自於其喉嚨的兩側的鳴管與其他鳥類較為不同，是兩側都能獨立運作的特殊構造。
牠們在明亮的月光下也會唱歌。雌鳥也會唱歌，但未若雄鳥一樣有活力且頻繁。雄鳥和雌鳥會進行二重唱。:479

## 天敵與威脅
灰貓嘲鶇的蛋和雛鳥會受到蛇、老鼠、狐狸、貓、松鼠、花栗鼠、浣熊、冠蓝鸦、短嘴鸦和普通擬八哥等的捕食，但成鳥會嘗試攻擊並啄咬接近巢穴的捕食者。而成鳥則有時會成為紅尾鵟、庫柏鷹和游隼等猛禽狩獵。牠們是一些寄生蟲的寄主，包括虱子、虱蝇和蜱蟲。
其食用莓果跟水果的習慣，可能會因此吃到部分經濟農作如覆盆子、黑莓、葡萄、櫻桃和草莓，且比起食用，牠們更常啄掉一整串的作物，有時候也會因此被農民當作害鳥之一。

## 物種數量與保護狀況
其數量未經實際估量，1995年估計有1000萬隻，而2021年的一份研究預測中約有4747萬隻。在過去40年中數量趨勢穩定，且分布範圍廣大，故在《國際自然保護聯盟瀕危物種紅色名錄》被劃為無危物種。
雖然其數量穩定，但在分佈區的邊緣上則有所波動，如美國懷俄明州東北部。:479其習慣利用灌木和次生林棲息地等早期演替地形的因素，使其數量較不受人類大幅改變環境的影響而下降過多。:479例如人類開闢森林，對灰貓嘲鶇來說恰好是除去了不適合其居住的茂密森林地形；而城市化的樹木區域、道路或公共設施的建設所產生的森林邊緣，以及美化人工環境的灌木叢等，可能也增加了牠們能利用的繁殖地大小。但其過冬地則多在人類密集的沿海區域，是一種隱憂。且在遷徙過程中，牠們低飛的習性導致其特別容易與汽車相撞而亡，例如在阿拉巴馬州的公路上可能每幾公里就能看到數隻屍體。

## 外部連結
- Xeno-canto上的灰貓嘲鶇叫聲 （页面存档备份，存于）
- 灰貓嘲鶇叫聲的影片紀錄 （页面存档备份，存于）
- 灰貓嘲鶇模仿聲音能力紀錄 （页面存档备份，存于）